# Ramón Rodríguez Verdejo
Ramón Rodríguez Verdejo, més conegut com a Monchi (San Fernando, 20 de setembre de 1968) és un exfutbolista andalús, que ha destacat després de la seva retirada com a director esportiu del Sevilla FC.
Monchi va ser el porter suplent per excel·lència del Sevilla FC de la primera meitat dels 90. De fet, des de la seua pujada provinent del Sevilla B (90/91) fins a la temporada 94/95 tan sols apareix en nou partits. Se'l va considerar com un porter limitat, entre altres coses per les imitacions que Sergi Mas en feia al Força Barça.
La situació canvia a partir de la temporada 95/96, quan comença a ser titular sota els pals sevillistes. Tot i això, no va aconseguir ser-ne fix, i la seua millor marca la suma en la temporada 96/97 amb 26 partits. El 1999 i després de 83 partits amb el Sevilla, Monchi es va retirar i va passar a ser delegat del club andalús. Posteriorment, hi ocupà el càrrec de director esportiu.